# Thin shrink small outline package

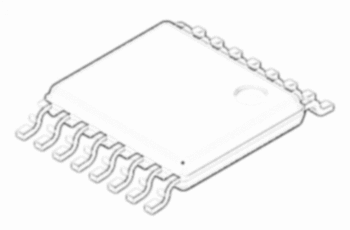
Tekening van een 16 pins TSSOP IC-behuizing

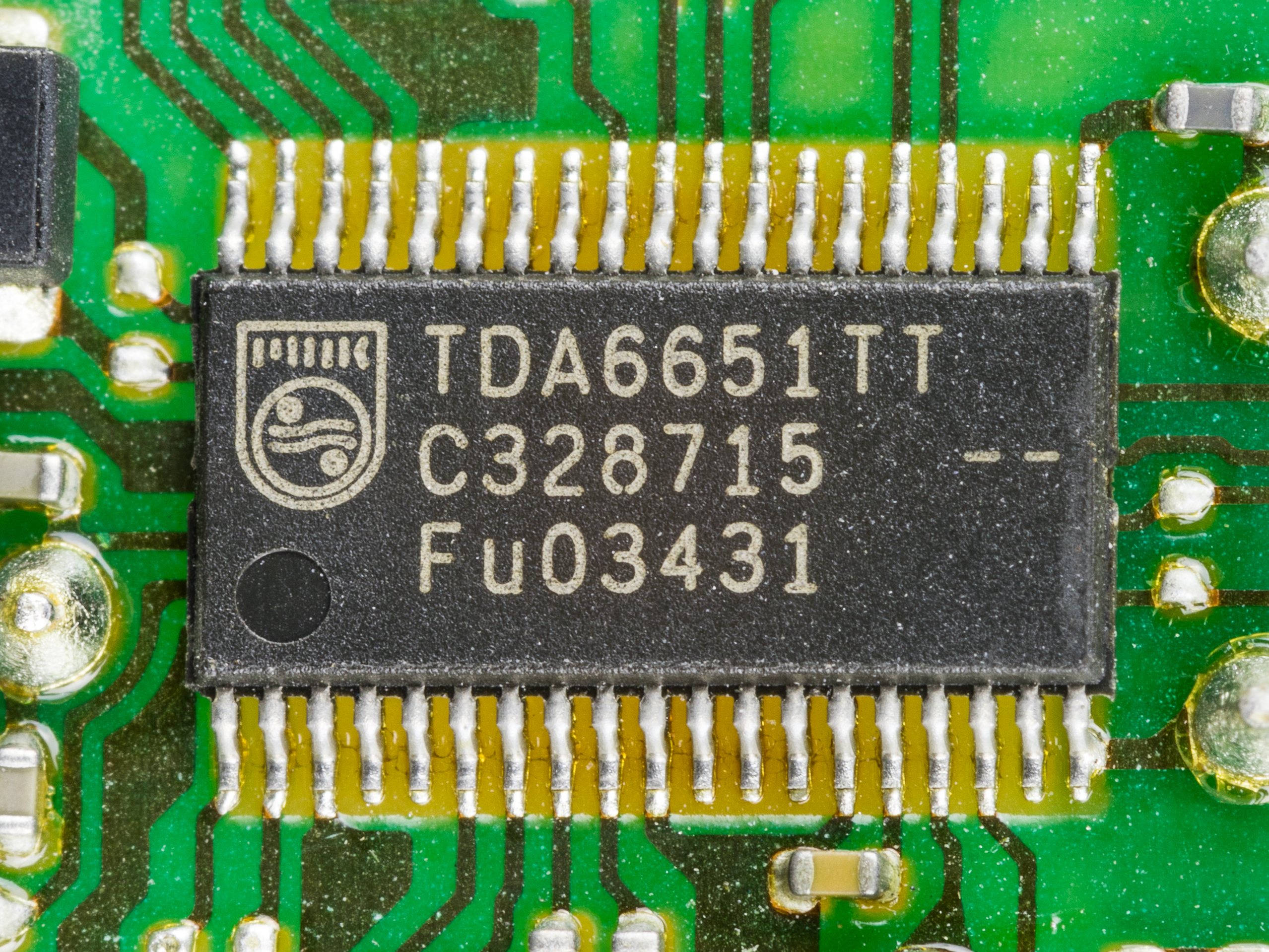
Philips TDA6651TT in TSSOP-behuizing

De thin shrink small outline package (TSSOP) is een rechthoekige kunststof smd IC-behuizing.

## Toepassing
De thin shrink small outline package wordt vaak gebruikt in analoge en operationele versterkers, controllers, drivers, logica, geheugen en RF/draadloze IC's, diskdrives, video/audio en consumentenelektronica. 

## Fysieke eigenschappen
De thin shrink small outline package is geschikt voor toepassingen die 1 mm of minder montagehoogte vereisen, heeft een kleinere behuizing en kleinere lead-pitch dan een standaard SOIC ic-behuizing. De TSSOP is ook kleiner en dunner dan een TSOP met hetzelfde aantal pinnen. De breedte van de behuizing zijn 3,0 mm, 4,4 mm en 6,1 mm. Het aantal pinnen varieert van 8 tot 80. De afstand tussen de pinnen zijn 0,5 of 0,65 mm (hart tot hart).

## HTSSOP
De HTSSOP is een merknaam van Texas Instruments voor een TSSOP met een open vlak aan de onderkant. Dit open vlak wordt op de printplaat gesoldeerd om warmte van de behuizing naar de printplaat over te brengen.

## Vergelijkbare IC-behuizingen
- Thin small outline package
- Shrink small outline package
- Mini small outline package
- Small outline integrated circuit